# Charlotte Fairbank
Charlotte Fairbank (* 22. August 1991 in Paris) ist eine französische Rollstuhltennisspielerin.

## Karriere
Seit einem Unfall im Alter von 15 Jahren ist Charlotte Fairbank querschnittgelähmt. Obwohl sie bereits in ihrer Kindheit Tennis gespielt hatte, fand sie nicht direkt zum Rollstuhltennis – erst während ihres Studiums des internationalen Rechts in Southampton begann sie 2014 mit diesem Sport. Während eines Argentinienaufenthalts 2016 trainierte sie mehrere Monate mit der argentinischen Nationalmannschaft, 2017 kehrte sie nach Frankreich zurück und spielt seitdem auf der ITF-Tour.
Fairbank konnte mehrere Turniere niedrigerer Kategorie im Einzel oder Doppel gewinnen. Seit 2019 tritt sie regelmäßig beim World Team Cup für Frankreich an.
Charlotte Fairbank nahm zweimal an Paralympischen Spielen teil. 2021 in Tokio unterlag sie in ihrem Auftakteinzel Dana Mathewson klar in zwei Sätzen, im Doppel musste sie sich zusammen mit Emmanuelle Mörch nach Satzführung Ljudmila Bubnowa und Wiktorija Lwowa geschlagen geben. Die Französinnen traten auch bei den Spielen 2024 in Paris zusammen an und vergaben in der ersten Runde gegen Kgothatso Montjane und Mariska Venter erneut eine Satzführung, die Südafrikanerinnen konnten sich im Match-Tie-Break durchsetzen. Im Einzel traf sie zu Beginn auf Lucy Shuker, die das Spiel in zwei engen Sätzen für sich entscheiden konnte.
Fairbank gehörte in der Wahlperiode 2021–2022 dem Spielerrat (ITF Wheelchair Tennis Player Council) der ITF an. Der Spielerrat vertritt die Interessen der Spielerinnen und Spieler und berät die ITF in Fragen der Regularien.
Im April 2024 wurde ihr Kinderbuch Inséparables : Un album pour normaliser le handicap (dt. „Untrennbar: Ein Album zur Normalisierung von Behinderung“) veröffentlicht.